# اشفیلد، نیو ساوت ولز
اشفیلد (به انگلیسی: Ashfield) یک حومه شهر در استرالیا است که در سیدنی واقع شده‌است.